# Босилеград
Босѝлеград е град в Западните покрайнини, Сърбия, в близост до границата с България. Градът е административен център на община Босилеград.

## География
Босилеградско обхваща една част от планинската област Краище, простираща от двете страни на сръбско-българската граница. В сръбската част Краището захваща планините Варденик, Доганица, Дукат, Тлъмино, Гложка планина и Босилеградска котловина. Областта представлява сложна мозайка от планински ридове и долини, което е характерно за Босилеградския край.
Той се отличава още и със сурова природа и изключително планински релеф. Босилеградският край е отделен от останалата част на Сърбия чрез планинските масиви Бесна кобила, Власина и Страшер.
Най-високият връх в този планински район е Бесна кобила с 1936 м надморска височина. През зимата се случва достъпът до Босилеград да е прекъснат в продължение на 6 месеца поради снегонавявания и непроходими пътища през планинския масив.
Босилеградската котловина е с дължина 5,5 км, средна широчина 1,5 км и 730 м надморска височина.

## История
За най-старо племе, живяло в района, се смята племето пеони, чиято територия е била между Струма и Вардар. През 506 г. пр.н.е. голяма част от пеонците са завладени от персите. През IV век пр.н.е. Пеония попада под владичеството на тракийското племе дентелети (дентелити, дантелити). Територията на дентелетите се простира от Рила до Осогово, на север – до тимошките притоци и софийското войводство. В античността този край е населен от траки, чиито главни поминъци са скотовъдството и рударството. Намерени са монети, говорещи за бита на траките. С това се изчерпват оскъдните сведения, по които може да се предполага какви народи са живели и минавали през Босилеградския край в миналото.
За пръв път краят е включен в българската държава през 809 г., когато София е превзета от хан Крум. При св. цар Борис I Покръстител (845 – 884) Македония до Струма и Охрид са българско владение, съответно и тези краища са част от християнизираната българска държавна територия. След 1014 г. районът пада под византийска власт, освободен е за кратко при въстанията на Петър Делян в 1040 – 1041 г. и Георги Войтех в 1071 – 1072 г. Само 5 години след възстановяването на българската независимост в 1185 г. при цар Иван Асен I в 1190 г. тукашният край е освободен и трайно включен в пределите на България. През 1282 г. следствие татарското нашествие и продължителните междуособици в българското царство, Стефан II Милутин, сръбски владетел и далечен потомък на цар Самуил, завладява за кратко околностите на Велбъжд (днешен Кюстендил). За да получи подкрепа за действията си от многото българи нови поданици на кралството, през 1284 г. Стефан II Милутин сключва споразумение с българския цар Георги I Тертер скрепено с династичен брак с една от дъщерите му - Анна Тертер. Само след 18 години при цар Светослав Тертер, към 1300 г. българският суверенитет е възстановен. В битката при Велбъжд на 28 юли 1330 г., лекомислието на цар Михаил Шишман донася победа на женения за дъщерята на цар Смилец сръбски крал Стефан Дечански и той установява господство над западните български земи. По-късно в района се оформя фактически независимото Велбъждско деспотство, което към 1427 – 1431 г. е завладяно окончателно от османските турци.
В регистър на джелепкешани от 1576 г. е отбелязано село Посилград като част от каза Илидже. Посочени са седем местни жители, натоварени да доставят общо 240 овце.
След Освобождението на България от османска власт (1878 г.), Босилеградско е част от територията на Княжество България. В периода на руската администрация в България (1877 – 1882) Босилеград е част от Изворска околия (волост) с център в с. Извор, част от Кюстендилски окръг и Софийска губерния, която е запазила устройството аналогично на това от османско управление, когато е била Изворска нахия. С Указ № 782 от 10 ноември 1882 г. [ДВ, бр. 132, 18/11/1882] седалището на Изворска околия (Кюстендилско окръжие) се премества в Босилеград и околията се преименува в Босилеградска. След по-малко от година с Указ № 408 от 5 юни 1883 г. [ДВ, бр. 60, 09/06/1883] седалището на Босилеградската околия (Кюстендилско окръжие) отново се премества в с. Извор и на околията се връща старото име. На 16 декември 1889 г. с Указ № 607 от [ДВ, бр. 6, 09/01/1890] се утвърждава „Закон за въвеждане изменение в административното деление територията на България“, приет от V ОНС на 16 декември 1889 г., с който окончателно Изворска околия се премества от с. Извор в с. Босилеград и околията се преименува в Босилеградска. Босилеград е административен център на околията до 1901 г., когато с Указ № 236 от 16 май 1901 г. [ДВ, брой 104, 17/05/1901] е обнародван „Закон за административното деление територията на държавата“ (приет от XI ОНС на 4 май 1901 г.), с който Босилеградска околия е закрита и поделена между Кюстендилска и Радомирска околия, част от Кюстендилска област.
При избухването на Балканската война в 1912 година 4 души от Босилеград са доброволци в Македоно-одринското опълчение. По време на Балканската, Междусъюзническата и Първата световна война, българите от Босилеград се бият на страната на България, предимно в състава на 13-и пехотен Рилски полк.
През април 1917 г. сръбският четнически войвода Коста Пекянец, заедно със своята чета, опожарява Босилеград и убива 32-ма души, като изгаря две живи деца. След Ньойския договор от 1919 г. Босилеград и останалите части на Западните покрайнини са предадени на Кралството на сърби, хървати и словенци, преименувано през 1929 г. на Кралство Югославия.
По време на Втората световна война, за времето 1941 – 1944 г., община Босилеград е върната на България и се намира под българско управление. На 15 май 1941 г. е обявено официално завръщането в пределите на България на Беломорска Тракия, Вардарска Македония, Западните покрайнини и част от Поморавието. Със Заповед 2618, Западните покрайнини и частта от Поморавието са разделени на 4 околии – Босилеградска, Бабушнишка, Пиротска и Царибродска, които се присъединяват към Софийска област.
След комунистическия преврат на 9 септември 1944 г. общината е върната на Титова Югославия, в състава на Социалистическа република Сърбия.
След разпадането на СФРЮ през 1991 г., през следващата година община Босилеград влиза в територията на Съюзна република Югославия, а след преобразуването на СРЮ през 2003 г. – в Сърбия и Черна гора. От юни 2006 година е в състава на Република Сърбия.

## Население
| Етнически групи | Население | Процент |
| --------------- | --------- | ------- |
| българи         | 2081      | 76,71%  |
| сърби           | 247       | 9,14%   |
| югославяни      | 24        | 0,88%   |
| словенци        | 3         | 0,11%   |
| хървати         | 2         | 0,07%   |
| словаци         | 1         | 0,03%   |
| русини          | 1         | 0,03%   |
| власи(арнаути)  | 1         | 0,03%   |
| други           | 29        | 1,07%   |
| Общо            | 2702      | 100%    |

Населението в града през 2002 година е 2702 души, а през 2011 година е 2530 души. В Босилеград и Босилеградска околия то е с ясно изразено българско самосъзнание и ревностно тачи своя роден език, традиции и бит. С предимно източноправославно вероизповедание, като на територията на град Босилеград са разположени множество православни храмове.

### Говор
В Босилеград се говори на краешки говор, който е български диалект, част от югозападните български говори. Заедно с пиянешкия и каменишкия говор образуват преходната група югозападни говори, защото са преходни говори между няколко диалекта.
Говорът не е еднороден по своите особености, и представлява плавен преход между западните преходни говори (белоградчишко-трънски говор) на север, източната част на македонските преходни северни говори (кривопаланечки говор) на юг и част от централната група югозападни говори (кюстендилски и дупнишки говор) на запад.
Представлява част от полоса на пограничните говори, образуващи прехода от източната към западната група южнославянски езици.
Може да се раздели на няколко подговора, в зависимост от застъпването на праславянските tj и dj:
- ч—дж подговор: ноч (нощ), вèджи (вежди) – около и на север, северозапад от град Босилеград
- к’—г’ подговор: нок’ (нощ), вèг’и (вежди) – на юг в селата Бистър, Горно и Долно Тлъмино, Караманица
- шт—жд подговор: ношт (нощ), вежди (вежди) – на изток и югоизток, около село Трекляно

## Официални символи
През септември 2002 година Общинският съвет на община Босилеград приема официалните символи на града и общината, след проведен конкурс. Знамето е съставено от 3 хоризонтални цветни полета, редуващи се от горе надолу светло син, жълт и тъмно зелен цвят. Гербът представлява светлосин щит, върху който са изобразени книга, църква и планина с чемширен венец.

## Политика
Кмет на община Босилеград е Владимир Захариев, бил е член на Демократическата партия на Сърбия (ДСС) с председател Милош Йованович.

## Легенда
Според преданието, преди да попаднат под турска власт тези земи са управлявани от крал Бусил и крал Бранко – местни земевладелци. Те са имали крепост или укрепление, намиращо се в местността Градище, в близост до съвременния Босилеград, от която са останали само основите. След време турците го залавят, следвайки минаващите през таен проход гъски. Името Босилеград, или както го наричат местните – „Бусилиград“, произлиза от словосъчетанието Бусилев+градеж => Бусилеград => Босилеград. Името на Босилеград се свързва неправилно с растението босилек.

## Обществени институции
Училища
- Основно училище „Георги Димитров“, със седалище в Босилеград и паралелки от 1-ви до 4-ти клас в 22 села в община Босилеград, както и четири основни филиала в селата Бистър, Горна Любата, Долна Лисина и Долна Любата с класове от 1-ви до 8-и. Обучението е общообразователно и се провежда на сръбски език с факултативно изучаване на майчин (български) език. В босилеградското училище съществува паралелка в която обучението се провежда на български език от учебната 2007/2008 г. Обучението изцяло на български език е провеждано до учебната учебната 1987/1988 г.[8] Директор: Методи Чипев.
- Гимназия – средно общообразователно училище в град Босилеград. Училището е с класическа (реална) насока – в нея се изучават засилено както природоматематическите предмети, така и чужди езици. Обучението се води на сръбски език (хорариум 4 уч. часа седмично), а български се изучава допълнително с хорариум 2 учебни часа седмично. Изучават се още латински език (седм. хор. 2 уч. часа), история на изкуството и история на музиката. В самата сграда се намират и две паралелки, филиали на техникуми, в които учениците се обучават в специализиран курс по икономика и авто-електротехника, а обучението е в срок от 3 години след 8. клас. Гимназията е основана на 5 ноември 1941 година[7] с указ на цар Борис III, по настояване на делегация на българи от Босилеград. При основаването си гимназията носи името „Княгиня Мария Луиза“. Обучението се провежда на български език. След Втората световна война, в 1946 година новата комунистическа власт сменя името на „Иван Кариванов“, но обучението продължава да се провежда на български език до 1959 г., когато гимназията се превръща в Икономическо училище, в което българският език не се изучава изобщо. През останалото време и българският език се е изучавал като допълнителен с хорариум от два часа седмично.[8] В периода 1977 – 1990 г. е открито средно профилирано училище. През 1990 година за трети път е възвърнато гимназиалното обучение в града, но гимназията не носи име на патрон поради спорове. Предложеното име „Емануил Попдимитров“ е отхвърляно няколкократно при гласуване в общински съвет поради политически причини и предполагаемата връзката на предложения патрон с ВЪРТОП.
- Детска градина „Детска радост“, в която се намират както предучилищният курс, така и детска градина и детски ясли.
- Закрити училища На 15.ХІ.1907 г., по инициатива на Софийската търговско индустриална камара, Кюстендилската окръжна постоянна комисия открива в Босилеград „Учебна дърводелска работилница" с тригодишен курс на обучение. Директор е Владимир Стоицов. При откриването си в Босилеград училището е настанено в частна сграда с 3 стаи. На 1 септември 1911 г. Учебната работилница се премества в Кюстендил под название „Практическо дърводелско училище", сега Професионална гимназия по дървообработване и горско стопанство „Георги Сава Раковски“, Кюстендил.

### Културни формации и библиотеки
- Народна библиотека „Христо Ботев“ разполага с фонд от 47.000 книги от различни жанрове: научно-популярна литература, белетристика, училищна литература и др. Преработва и събира стари редки книги за оформяне на фонда на нашия край. В състава и влизат и четири поделения в селата Горна Лисина, Горна Любата, Долна Любата и Бистър. Директор: Асен Михайлов.
- Център за култура „Босилеград“ съществува повече от пет десетилетия, а неговата основна дейност е развитието на културата на територията на общината, която е и основател на това ведомство. В рамките на ведомството работят следните отдели: музика, изкуство, драма и рецитации и фолклорен раздел. Ведомството е разпознаваемо по музикалния и фолклорен раздел, които са участвали в разнообразни местни и международни фестивали и манифестации със своята фолклорна формация, на които са постигнали високи резултати. Ведомството организира художествени пленери и международен фолклорен фестивал „Босилеградско краище пее и танцува“.[9]
- Културно-информационен център на българското малцинство „Босилеград“, основан на 11 декември 1997 г.[10] като филиал на гражданското сдружение Културно-информационен център на българското малцинство „Цариброд“, с председател Иван Николов. Работещо за засилване на културния и образователен обмен с България. Организатор на културни прояви, честващи бележити дати от българската култура, както и основател и главен организатор на „Детският Великденски фестивал в Босилеград“.[11]

### Електронни и печатни медии
- Радио-телевизизионен център „Босилеград“ – Радио програма „Радио Босилеград“ излъчва музикална програма и новини на сръбски и български език (от 1997 г.).[12] Радиото разпространява програмата си на честота 89.10 МХц чрез предавателя Крстато Дрво.[13]
- Списание „Бюлетин“ – Босилеград (от 1998 с издател КИЦ „Босилеград“ с главен и отговорен редактор Иван Николов).[10]
- Разпространяват се и следните вестници и списания от издателство Братство, със седалище в гр. Ниш, на български език предназначени за българското малцинство: седмичник „Братство“, детско ежемесечно списание „Другарче“, списание за литература, изкуство и наука „Мост“.

### Политически партии и сдружения
- Демократичен съюз на българите / ДСБ (от 1990 г.) – партия с председател Драголюб Иванчов от Босилеград, обявила се като продължител на партията Демократичен съюз на българите в Югославия (ДСБЮ), създадена през 1990 г. Последователите ѝ са предимно в Босилеградската община.
- Дружество на българите „Нашинец“, основано от д-р Драган Андонов през 2002 г. Основните му цели са съживяване на стопанските традиции, привличането на инвестиции възстановяване на поминъка на населението в района на Босилеград.
- Матица на българите в Сърбия, основано през 2002 г. с председател Пене Димитров.[15]
- Национален съвет на българското национално малцинство в Сърбия, създаден през 2003 г. Според сръбското законодателство това е институцията, която представлява българското национално малцинство пред държавните органи на Сърбия, Финансирано от сръбската държава.[16]

### Спорт
- Футболен клуб „Младост“ е основан през 1975 г. от Общински съвет Босилеград. През клуба са преминали набори от футболисти, някои от които са имали забележителни успехи във висшите лиги на Сърбия. ФК Младост играе домакинските си мачове в неделя на своя терен на спортния център „Пескара“. Цветовете на екипите са – бяло и зелено. ФК „Младост“ се състезава в Южноморавската лига / Нишка зона.[17]

## Културни и природни забележителности
- Храм „Рождество на Пресвета Богородица“, построен през 1895 г.
- Бюст-паметник на Васил Левски, откр. на 4 март 2005 г.
- Фонтан и чешма с беседка
- Тасевата къща
- Дойчиновата къща
- Стара къща

## Редовни събития
- Умни петък (първи петък след Великден) – събор (панаир) в града
- 3-те дни от Великдена – Международен детски Великденски фестивал – състезание по чупене на яйца, организирано от КИЦ „Босилеград“
- Малка Богородица (Рождество на Пресвета Богородица) на 21 септември (стар стил) – събор (панаир) в града, след 2002 официален празник на града.
- Босилеградско краище пее и танцува (обикновено започва пред края на юли / начало на август и продължава 7 дни)– Международен фолклорен фестивал организиран от Център за култура „Босилеград“

## Личности
Родени в Босилеград
- Андон Келикендрия, български революционер от ВМОРО, четник на Димче Сарванов[18]
- Асен Пейчев Милев, български революционер, деец на ВМРО и ВЗРО[19]
- Йордан Захариев (1877 – 1965), етнограф
- Любен Бояджиев (1914 – 2003), художник
- Димитър Механджийски (1916 – 1999), художник
- Горан Миланов (1984), географ, автор на монографията "Селищата на община Босилеград Архив на оригинала от 2016-08-21 в Wayback Machine."

Починали в Босилеград
- Иларион Танев (1868 – 1913), български военен деец, полковник
- Светислав Ристич (1920 – 1944), югославски партизанин и деец на НОВМ

## Побратимени градове
Босилеград е побратимен град с:
- Каварна, България
- Козлодуй, България

## Други
На Босилеград са наречени улиците „Босилеград“ в квартал „Модерно предградие“ (Карта) и „Босилеградска“ в квартал „Орландовци“ (Карта) в София.